# Lianglin (sockenhuvudort i Kina, Hunan Sheng, lat 28,16, long 109,38)
Lianglin (kinesiska: 两林, 两林乡) är en sockenhuvudort i Kina. Den ligger i provinsen Hunan, i den södra delen av landet, omkring 350 kilometer väster om provinshuvudstaden Changsha. Antalet invånare är 11 654. Befolkningen består av 5 595 kvinnor och 6 059 män. Barn under 15 år utgör 25,0 %, vuxna 15-64 år 65 %, och äldre över 65 år 8,0 %.
Runt Lianglin är det ganska tätbefolkat, med 199 invånare per kvadratkilometer. Närmaste större samhälle är La'ershan, 8,1 km söder om Lianglin. I omgivningarna runt Lianglin växer huvudsakligen savannskog.
Genomsnittlig årsnederbörd är 1 719 millimeter. Den regnigaste månaden är maj, med i genomsnitt 303 mm nederbörd, och den torraste är december, med 32 mm nederbörd.